# 샤이엔산 복합체

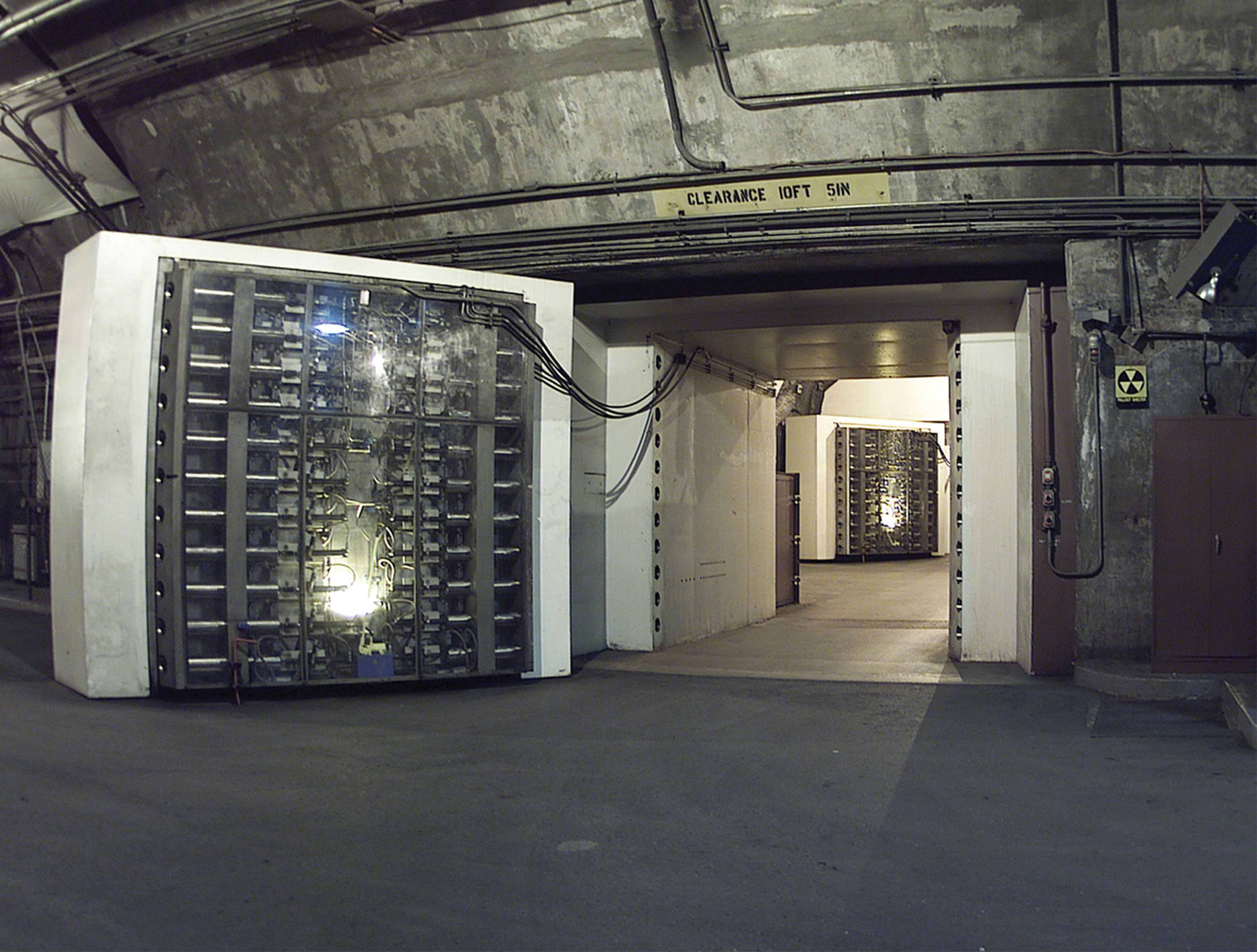
벙커의 메인 입구인 북쪽 방폭문은 25톤이다.

샤이엔산 복합체( - 山 複合體, 영어: Cheyenne Mountain Complex)는 미국 콜로라도주 콜로라도 스프링스 로키산맥의 샤이엔산에 위치한, 샤이엔산 공군주둔기지를 말한다. 원래는 NORAD를 위한 핵벙커로 건설되었다. 백악관에서 서쪽으로 2,400 km 떨어져 있다. 샤이엔산 핵벙커라고도 부른다.

## 개요
예전에는 미국 우주 사령부의 센터로서, 노라드는 이 핵벙커에서, 조기경보 시스템을 통해 전세계의 미사일, 우주물체, 외국 항공기를 감시했다. 2008년부터 노라드와 미국 우주 사령부는 콜로라도스프링스의 페터슨 공군기지로 이전했다. 복합체(Complex)는 공군주둔기지(air force station)로 변경되었으며, 조종사 훈련과 백업 센터 역할을 하고 있다.
벙커는 2 km 이내에서 30 Mt 폭발력의 수소폭탄이 폭발했을 경우에도 핵방호가 가능하다.
610 m 지하의 화강암에 5 에이커(6,120평) 면적이다.
1950년대 말에 냉전의 방어전략에 따라 매우 견고한 지휘센터 건설을 계획했다. 1961년 5월 18일 핵벙커 건설을 시작해, 1967년 2월 6일 완공이 되어 풀가동을 시작했다. 1억 4,240만 달러가 들었다.
1967년 1월 4일 미국 민방위 경보 센터가 벙커에 설치되었다.
미국 대통령의 핵가방인 뉴클리어 풋볼에는 핵벙커의 정확한 위치와 문을 여는 암호가 기록된 책이 동봉되어 있다.
1,000명이 1개월간 생존할 수 있는 식량과 물이 준비되어 있다.

## 영화
영화 터미네이터 시리즈에서 스카이넷에 대항해 싸우는 저항군 사령부로 나온다.

## 같이 보기
- 코콤(KORCOM) - 경기도 평택의 핵벙커. 노라드, 백악관에 이어, 핵전쟁이 일어나도 지하에서 생존할 수 있는 미국의 세번째 군사시설이다. 1,000명이 1개월간 생존할 수 있는 식량과 물이 준비되어 있다.